# St. Ägidius (Lengmoos)

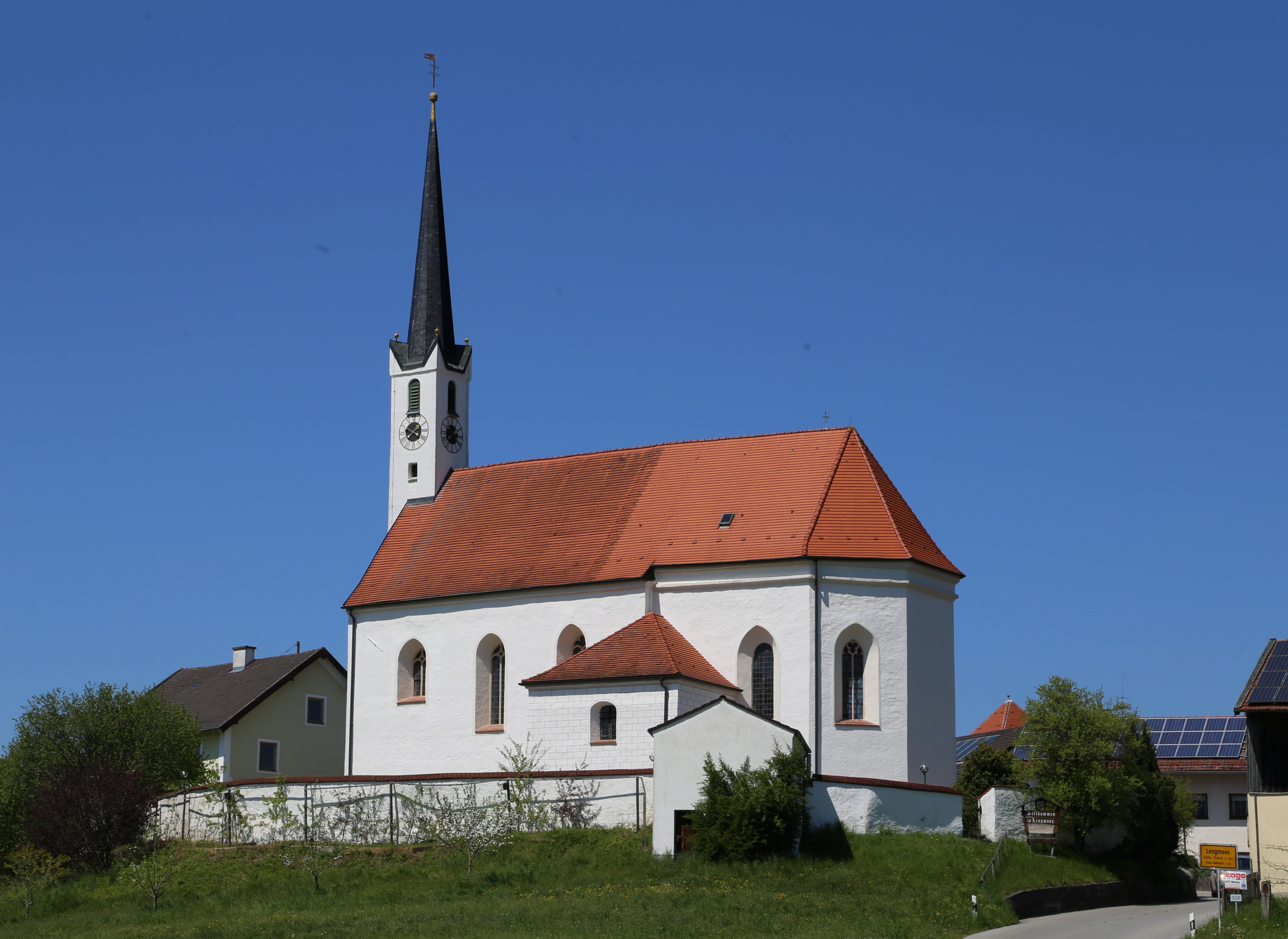
St. Ägidius in Lengmoos

Die römisch-katholische Kuratiekirche St. Ägidius steht in Lengmoos einem Gemeindeteil des Marktes Gars am Inn im oberbayerischen Landkreis Mühldorf am Inn. Sie ist in der Liste der Baudenkmäler in Gars am Inn als Baudenkmal unter der Nr. D-1-83-118-72 eingetragen. Die Kirche gehört zum Dekanat Mühldorf im Erzbistum München und Freising.

## Beschreibung
Die spätgotische Saalkirche wurde 1489 erbaut. Sie besteht aus dem Langhaus zu drei Jochen und dem eingezogenen, dreiseitig geschlossenen Chor zu zwei Jochen im Osten. Die Sakristei befindet sich an der Südwand des Chors. Der 1617 gebaute, mit einem spitzen Helm bedeckte Kirchturm wurde halb in das westliche Joch des Langhauses eingestellt. Seine oberen Geschosse enthalten die Turmuhr und den Glockenstuhl mit zwei Glocken.
Auf dem Hochaltar vom Anfang des 18. Jahrhunderts befindet sich eine spätgotische Sitzfigur des Kirchenpatrons aus der Zeit um 1420. An den Chorseitenwänden sind links eine Kreuzigungsgruppe (16. Jahrhundert) und rechts Schnitzfiguren der Heiligen Korbinian und Urban (frühes 18. Jahrhundert) angebracht. Im Langhaus sind an Ausstattungsstücken die spätgotischen Skulpturen des Apostelabschieds (Relief) und eine Muttergottes rechts vom Chorbogen sowie zwei Gemälde (Anbetung der Könige von 1776 und ehemaliges Hochaltar-Weihnachtsbild von Anfang 18. Jh.) zu nennen. Ersteres wurde von Balthasar Mang geschaffen.